# 尼亞加拉 (肯塔基州)
尼亞加拉（英語：Niagara）是位於美國肯塔基州亨德森縣的一個非建制地區。

## 地理
尼亞加拉所處的海拔為高於海平面146米（即479英呎），而該地所採用的時區為UTC-6，即北美中部時區（CST）。同時該地設有夏令時間，為UTC-6調快一小時，即UTC-5（CDT）。